# Torneo de Hamburgo
El Torneo de Hamburgo (denominado oficialmente Abierto de Hamburgo y previamente conocido como Abierto de Alemania) es un torneo oficial de tenis que se disputa anualmente en Hamburgo, Alemania. Este es un evento de categoría ATP 500 en el ATP Tour, y un evento de categoría WTA 250 en la WTA Tour.

## Historia
Disputado sobre tierra batida al aire libre, el torneo se lleva a cabo anualmente en el mes de julio. Antes de la creación de la Tennis Masters Series a inicios de los 90, el evento llevaba el nombre de Abierto de Alemania.

El torneo es uno de los más antiguos y prestigiosos torneos sobre polvo de ladrillo en el mundo y su primera edición data de 1892. A lo largo del siglo XX el torneo se disputó en diferentes ciudades alemanas. El alemán Otto Froitzheim se llevó el torneo en 7 ocasiones entre 1907 y 1925.

En las temporadas 1978 a 2008, el torneo era un Masters Series (ahora ATP Masters 1000), pero con la reestructuración del calendario perdió dicha categoría.

Roger Federer es el jugador con más títulos del torneo con 4.
Este evento se celebra en el WTA Tour desde 1982, tuvo varios nombres a lo largo de la historia, fue conocido como Casino Cup (1982), Fila Euro Cup (1983), Citizen Cup (1987–95), Rexona Cup (1996–97), Intersport Damen Grand Prix (1998), and Betty Barclay Cup (1999–2002).
En 1993 la jugadora Monica Seles, número uno del mundo en ese entonces, fue apuñalada en la espalda por un fanático de Steffi Graf durante un partido de cuartos de final. Seles no volvió a jugar en Alemania luego de este incidente.
 En 2021 el torneo volvió al circuito luego de 18 años.
 La jugadora con más títulos es Steffi Graf obteniendo 6 títulos consecutivos (1987-1992).

## Palmarés

### Individual masculino
| Año                       | Campeón              | Subcampeón          | Resultado               |
| ------------------------- | -------------------- | ------------------- | ----------------------- |
| ↓ Circuito Grand Prix ↓   |                      |                     |                         |
| 1971                      | Andrés Gimeno        | Péter Szőke         | 6–3, 6–2, 6–2           |
| 1972                      | Manuel Orantes       | Adriano Panatta     | 6-3, 9-8, 6-0           |
| 1973                      | Eddie Dibbs          | Karl Meiler         | 6-1, 3-6, 7-6, 6-3      |
| 1974                      | Eddie Dibbs          | Hans-Joachim Plötz  | 6-2, 6-2, 6-3           |
| 1975                      | Manuel Orantes       | Jan Kodeš           | 3-6, 6-2, 6-2, 4-6, 6-1 |
| 1976                      | Eddie Dibbs          | Manuel Orantes      | 6-4, 4-6, 6-1, 2-6, 6-1 |
| 1977                      | Paolo Bertolucci     | Manuel Orantes      | 6-3, 4-6, 6-2, 6-3      |
| 1978                      | Guillermo Vilas      | Wojtek Fibak        | 6-2, 6-4, 6-2           |
| 1979                      | José Higueras        | Harold Solomon      | 3-6, 6-1, 6-4, 6-1      |
| 1980                      | Harold Solomon       | Guillermo Vilas     | 6-7, 6-2, 6-4, 2-6, 6-3 |
| 1981                      | Peter McNamara       | Jimmy Connors       | 7-6, 6-1, 4-6, 6-4      |
| 1982                      | José Higueras        | Peter McNamara      | 4-6, 6-7, 7-6, 6-3, 7-6 |
| 1983                      | Yannick Noah         | José Higueras       | 3-6, 7-5, 6-2, 6-0      |
| 1984                      | Juan Aguilera        | Henrik Sundström    | 6-4, 2-6, 2-6, 6-4, 6-4 |
| 1985                      | Miloslav Mečíř       | Henrik Sundström    | 6-4, 6-1, 6-4           |
| 1986                      | Henri Leconte        | Miloslav Mečíř      | 6-2, 5-7, 6-4, 6-2      |
| 1987                      | Ivan Lendl           | Miloslav Mečíř      | 6-1, 6-3, 6-3           |
| 1988                      | Kent Carlsson        | Henri Leconte       | 6-2, 6-1, 6-4           |
| 1989                      | Ivan Lendl           | Horst Skoff         | 6-4, 6-1, 6-3           |
| ↓ ATP Tour Masters 1000 ↓ |                      |                     |                         |
| 1990                      | Juan Aguilera        | Boris Becker        | 6-1, 6-0, 7-6           |
| 1991                      | Karel Nováček        | Magnus Gustafsson   | 6-3, 6-3, 5-7, 0-6, 6-1 |
| 1992                      | Stefan Edberg        | Michael Stich       | 5-7, 6-4, 6-1           |
| 1993                      | Michael Stich        | Andréi Chesnokov    | 6-3, 6-7, 7-6, 6-4      |
| 1994                      | Andrei Medvedev      | Yevgeny Kafelnikov  | 6-4, 6-4, 3-6, 6-3      |
| 1995                      | Andrei Medvedev      | Goran Ivanišević    | 6-3, 6-2, 6-1           |
| 1996                      | Roberto Carretero    | Àlex Corretja       | 2-6, 6-4, 6-4, 6-4      |
| 1997                      | Andrei Medvedev      | Félix Mantilla      | 6-0, 6-4, 6-2           |
| 1998                      | Albert Costa         | Àlex Corretja       | 6-2, 6-0, 1-0, ret.     |
| 1999                      | Marcelo Ríos         | Mariano Zabaleta    | 6-7, 7-5, 5-7, 7-6, 6-2 |
| 2000                      | Gustavo Kuerten      | Marat Safin         | 6-4, 5-7, 6-4, 5-7, 7-6 |
| 2001                      | Albert Portas        | Juan Carlos Ferrero | 4-6, 6-2, 0-6, 7-6, 7-5 |
| 2002                      | Roger Federer        | Marat Safin         | 6-1, 6-3, 6-4           |
| 2003                      | Guillermo Coria      | Agustín Calleri     | 6-3, 6-4, 6-4           |
| 2004                      | Roger Federer        | Guillermo Coria     | 4-6, 6-4, 6-2, 6-3      |
| 2005                      | Roger Federer        | Richard Gasquet     | 6-3, 7-5, 7-6(4)        |
| 2006                      | Tommy Robredo        | Radek Štěpánek      | 6-1, 6-3, 6-3           |
| 2007                      | Roger Federer        | Rafael Nadal        | 2-6, 6-2, 6-0           |
| 2008                      | Rafael Nadal         | Roger Federer       | 7-5, 6-7(3), 6-3        |
| ↓ ATP Tour 500 ↓          |                      |                     |                         |
| 2009                      | Nikolay Davydenko    | Paul-Henri Mathieu  | 6-4, 6-2                |
| 2010                      | Andrey Golubev       | Jürgen Melzer       | 6-3, 7-5                |
| 2011                      | Gilles Simon         | Nicolás Almagro     | 6-4, 4-6, 6-4           |
| 2012                      | Juan Mónaco          | Tommy Haas          | 7-5, 6-4                |
| 2013                      | Fabio Fognini        | Federico Delbonis   | 4-6, 7-6(8), 6-2        |
| 2014                      | Leonardo Mayer       | David Ferrer        | 6-7, 6-1, 7-6(4)        |
| 2015                      | Rafael Nadal         | Fabio Fognini       | 7-5, 7-5                |
| 2016                      | Martin Kližan        | Pablo Cuevas        | 6-1, 6-4                |
| 2017                      | Leonardo Mayer       | Florian Mayer       | 6-4, 4-6, 6-3           |
| 2018                      | Nikoloz Basilashvili | Leonardo Mayer      | 6-4, 0-6, 7-5           |
| 2019                      | Nikoloz Basilashvili | Andrey Rublev       | 7-5, 4-6, 6-3           |
| 2020                      | Andrey Rublev        | Stefanos Tsitsipas  | 6-4, 3-6, 7-5           |
| 2021                      | Pablo Carreño        | Filip Krajinović    | 6-2, 6-4                |
| 2022                      | Lorenzo Musetti      | Carlos Alcaraz      | 6-4, 6-7(6), 6-4        |
| 2023                      | Alexander Zverev     | Laslo Djere         | 7-5, 6-3                |
| 2024                      | Arthur Fils          | Alexander Zverev    | 6-3, 3-6, 7-6(1)        |
| 2025                      | Flavio Cobolli       | Andrey Rublev       | 6-2, 6-4                |

### Individual femenino
| Año        | Campeona                | Subcampeona             | Resultado        |
| ---------- | ----------------------- | ----------------------- | ---------------- |
| 1982       | Lisa Bonder-Kreiss      | Renáta Tomanová         | 6-3, 6-2         |
| 1983       | Andrea Temesvári        | Eva Pfaff               | 6-4, 6-2         |
| 1984– 1986 | No celebrado            | No celebrado            | No celebrado     |
| 1987       | Steffi Graf             | Isabel Cueto            | 6-2, 6-2         |
| 1988       | Steffi Graf             | Katerina Maleeva        | 6-4, 6-2         |
| 1989       | Steffi Graf             | Jana Novotná            | ret.             |
| 1990       | Steffi Graf             | Arantxa Sánchez Vicario | 5-7, 6-0, 6-1    |
| 1991       | Steffi Graf             | Monica Seles            | 7-5, 6-7(4), 6-3 |
| 1992       | Steffi Graf             | Arantxa Sánchez Vicario | 7-6(5), 6-2      |
| 1993       | Arantxa Sánchez Vicario | Steffi Graf             | 6-3, 6-3         |
| 1994       | Arantxa Sánchez Vicario | Steffi Graf             | 4-6, 7-6, 7-6    |
| 1995       | Conchita Martínez       | Martina Hingis          | 6-1, 6-0         |
| 1996       | Arantxa Sánchez Vicario | Conchita Martínez       | 4-6, 7-6, 6-0    |
| 1997       | Iva Majoli              | Ruxandra Dragomir       | 6-3, 6-2         |
| 1998       | Martina Hingis          | Jana Novotná            | 6-3, 7-5         |
| 1999       | Venus Williams          | Mary Pierce             | 6-0, 6-3         |
| 2000       | Martina Hingis          | Arantxa Sánchez Vicario | 6-3, 6-3         |
| 2001       | Venus Williams          | Meghann Shaughnessy     | 6-3, 6-0         |
| 2002       | Kim Clijsters           | Venus Williams          | 1-6, 6-3, 6-4    |
| 2003– 2020 | No celebrado            | No celebrado            | No celebrado     |
| 2021       | Elena-Gabriela Ruse     | Andrea Petković         | 7-6(6), 6-4      |
| 2022       | Bernarda Pera           | Anett Kontaveit         | 6-2, 6-4         |
| 2023       | Arantxa Rus             | Noma Noha Akugue        | 6-0, 7-6(3)      |
| 2024       | Anna Bondár             | Arantxa Rus             | 6-4, 6-2         |

### Dobles masculino
| Año                       | Campeones                             | Subcampeones                                   | Resultado               |
| ------------------------- | ------------------------------------- | ---------------------------------------------- | ----------------------- |
| ↓ Circuito Grand Prix ↓   |                                       |                                                |                         |
| 1971                      | John Alexander Andrés Gimeno          | Dick Crealy Allan Stone                        | 6-4, 7-5, 7-9, 6-4      |
| 1972                      | Jan Kodeš Ilie Năstase                | Bob Hewitt Ion Ţiriac                          | 4–6, 6–0, 3–6, 6–2, 6–2 |
| 1973                      | Jürgen Fassbender Hans-Jürgen Pohmann | Manuel Orantes Ion Ţiriac                      | 6-1, 6-3                |
| 1974                      | Jürgen Fassbender Hans-Jürgen Pohmann | Brian Gottfried Raúl Ramírez                   | 6-3, 6-4, 6-4           |
| 1975                      | Juan Gisbert Manuel Orantes           | Wojtek Fibak Jan Kodeš                         | 6-3, 7-6                |
| 1976                      | Fred McNair Sherwood Stewart          | Dick Crealy Kim Warwick                        | 7-6, 7-6, 7-6           |
| 1977                      | Bob Hewitt Karl Meiler                | Phil Dent Kim Warwick                          | 3-6, 6-3, 6-4, 6-4      |
| 1978                      | Wojtek Fibak Tom Okker                | Antonio Muñoz Víctor Pecci                     | 6-2, 6-4                |
| 1979                      | Jan Kodeš Tomáš Šmíd                  | Mark Edmondson John Marks                      | 6-3, 6-1, 7-6           |
| 1980                      | Heinz Gildemeister Andrés Gómez       | Reinhart Probst Max Wunschig                   | 6-3, 6-4                |
| 1981                      | Hans Gildemeister Andrés Gómez        | Peter McNamara Paul McNamee                    | 6-4, 3-6, 6-4           |
| 1982                      | Pavel Složil Tomáš Šmíd               | Anders Järryd Hans Simonsson                   | 6-4, 6-3                |
| 1983                      | Heinz Günthardt Balázs Taróczy        | Mark Edmondson Brian Gottfried                 | 6-1, 6-0                |
| 1984                      | Stefan Edberg Anders Järryd           | Heinz Günthardt Balázs Taróczy                 | 6-4, 6-3                |
| 1985                      | Hans Gildemeister Andrés Gómez        | Heinz Günthardt Balázs Taróczy                 | 6-4, 6-3                |
| 1986                      | Sergio Casal Emilio Sánchez           | Boris Becker Eric Jelen                        | 6-1, 7-5                |
| 1987                      | Miloslav Mečíř Tomáš Šmíd             | Claudio Mezzadri Jim Pugh                      | 6-1, 6-2                |
| 1988                      | Darren Cahill Laurie Warder           | Rick Leach Jim Pugh                            | 6-0, 5-7, 6-4           |
| 1989                      | Emilio Sánchez Javier Sánchez         | Boris Becker Eric Jelen                        | 6-4, 6-7, 7-6           |
| ↓ ATP Tour Masters 1000 ↓ |                                       |                                                |                         |
| 1990                      | Sergi Bruguera Jim Courier            | Udo Riglewski Michael Stich                    | 4-6, 6-1, 7-6           |
| 1991                      | Sergio Casal Emilio Sánchez           | Cássio Motta Danie Visser                      | 7-6, 7-6                |
| 1992                      | Sergio Casal Emilio Sánchez           | Carl-Uwe Steeb Michael Stich                   | 6-3, 3-6, 6-4           |
| 1993                      | Paul Haarhuis Mark Koevermans         | Grant Connell Patrick Galbraith                | 7-6, 6-4                |
| 1994                      | Scott Melville Piet Norval            | Henrik Holm Anders Järryd                      | 7-6, 6-3                |
| 1995                      | Wayne Ferreira Yevgeny Kafelnikov     | Byron Black Andrei Olhovskiy                   | 7-6, 6-0                |
| 1996                      | Mark Knowles Daniel Nestor            | Guy Forget Jakob Hlasek                        | 6-4, 7-6                |
| 1997                      | Luis Lobo Javier Sánchez              | Neil Broad Piet Norval                         | 6-2, 3-6, 6-4           |
| 1998                      | Donald Johnson Francisco Montana      | David Adams Brett Steven                       | 6-4, 6-4                |
| 1999                      | Wayne Arthurs Andrew Kratzmann        | Paul Haarhuis Jared Palmer                     | 4-6, 7-6, 6-4           |
| 2000                      | Todd Woodbridge Mark Woodforde        | Wayne Arthurs Sandon Stolle                    | 6-7, 6-4, 6-3           |
| 2001                      | Jonas Björkman Todd Woodbridge        | Daniel Nestor Sandon Stolle                    | 7-6, 3-6, 6-3           |
| 2002                      | Mahesh Bhupathi Jan-Michael Gambill   | Jonas Björkman Todd Woodbridge                 | 6-2, 6-4                |
| 2003                      | Mark Knowles Daniel Nestor            | Mahesh Bhupathi Max Mirnyi                     | 6-4, 6-4                |
| 2004                      | Wayne Black Kevin Ullyett             | Bob Bryan Mike Bryan                           | 6-1, 6-2                |
| 2005                      | Jonas Björkman Max Mirnyi             | Michaël Llodra Fabrice Santoro                 | 6-2, 6-3                |
| 2006                      | Paul Hanley Kevin Ullyett             | Mark Knowles Daniel Nestor                     | 4-6, 7-6, [10-4]        |
| 2007                      | Bob Bryan Mike Bryan                  | Paul Hanley Kevin Ullyett                      | 6-3, 3-6, [10-7]        |
| 2008                      | Daniel Nestor Nenad Zimonjić          | Bob Bryan Mike Bryan                           | 6-4, 5-7, [10-8]        |
| ↓ ATP Tour 500 ↓          |                                       |                                                |                         |
| 2009                      | Simon Aspelin Paul Hanley             | Marcelo Melo Filip Polášek                     | 6-3, 6-3                |
| 2010                      | Marc López David Marrero              | Jérémy Chardy Paul Henri Mathieu               | 6-3, 2-6, [10-8]        |
| 2011                      | Oliver Marach Alexander Peya          | František Čermák Filip Polášek                 | 6-4, 6-1                |
| 2012                      | David Marrero Fernando Verdasco       | Rogério Dutra da Silva Daniel Muñoz de la Nava | 6-4, 6-3                |
| 2013                      | Mariusz Fyrstenberg Marcin Matkowski  | Alexander Peya Bruno Soares                    | 3-6, 6-1, [10-8]        |
| 2014                      | Marin Draganja Florin Mergea          | Alexander Peya Bruno Soares                    | 6-4, 7-5                |
| 2015                      | Jamie Murray John Peers               | Juan Sebastián Cabal Robert Farah              | 2-6, 6-3, [10-8]        |
| 2016                      | Henri Kontinen John Peers             | Daniel Nestor Aisam-ul-Haq Qureshi             | 7-5, 6-3                |
| 2017                      | Ivan Dodig Mate Pavić                 | Pablo Cuevas Marc López                        | 6-3, 6-4                |
| 2018                      | Julio Peralta Horacio Zeballos        | Oliver Marach Mate Pavić                       | 6-1, 4-6, [10-6]        |
| 2019                      | Oliver Marach Jürgen Melzer           | Robin Haase Wesley Koolhof                     | 6-2, 7-6(3)             |
| 2020                      | John Peers Michael Venus              | Ivan Dodig Mate Pavić                          | 6-3, 6-4                |
| 2021                      | Tim Puetz Michael Venus               | Kevin Krawietz Horia Tecău                     | 6-3, 6-7(3), [10-8]     |
| 2022                      | Lloyd Glasspool Harri Heliövaara      | Rohan Bopanna Matwé Middelkoop                 | 6-2, 6-4                |
| 2023                      | Kevin Krawietz Tim Puetz              | Sander Gillé Joran Vliegen                     | 7-6(4), 6-3             |
| 2024                      | Kevin Krawietz Tim Puetz              | Fabien Reboul Édouard Roger-Vasselin           | 7-6(8), 6-2             |
| 2025                      | Simone Bolelli Andrea Vavassori       | Andrés Molteni Fernando Romboli                | 6-4, 6-0                |

### Dobles femenino
| Año        | Campeonas                              | Subcampeonas                               | Resultado        |
| ---------- | -------------------------------------- | ------------------------------------------ | ---------------- |
| 1982       | Elisabeth Ekblom Lena Sandin           | Pat Medrado Cláudia Monteiro               | 7-6, 6-3         |
| 1983       | Bettina Bunge Claudia Kohde Kilsch     | Ivanna Madruga Catherine Tanvier           | 7-5, 6-4         |
| 1984– 1986 | No celebrado                           | No celebrado                               | No celebrado     |
| 1987       | Claudia Kohde Kilsch Jana Novotná      | Natalia Egorova Leila Meskhi               | 7-6, 7-6         |
| 1988       | Jana Novotná Tine Scheuer-Larsen       | Andrea Betzner Judith Wiesner              | 6-4, 6-2         |
| 1989       | Isabelle Demongeot Nathalie Tauziat    | Jana Novotná Helena Suková                 | ret.             |
| 1990       | Gigi Fernández Martina Navrátilová     | Larisa Neiland Helena Suková               | 6-2, 6-3         |
| 1991       | Jana Novotná Larisa Neiland            | Arantxa Sánchez Vicario Helena Suková      | 7-5, 6-1         |
| 1992       | Steffi Graf Rennae Stubbs              | Manon Bollegraf Arantxa Sánchez Vicario    | 4-6, 6-3, 6-4    |
| 1993       | Steffi Graf Rennae Stubbs              | Larisa Neiland Jana Novotná                | 6-4, 7-6         |
| 1994       | Jana Novotná Arantxa Sánchez Vicario   | Eugenia Maniokova Leila Meskhi             | 6-3, 6-2         |
| 1995       | Gigi Fernández Martina Hingis          | Conchita Martínez Patricia Tarabini        | 6-2, 6-3         |
| 1996       | Arantxa Sánchez Vicario Brenda Schultz | Gigi Fernández Martina Hingis              | 4-6, 7-6, 6-4    |
| 1997       | Anke Huber Mary Pierce                 | Ruxandra Dragomir Iva Majoli               | 2-6, 7-6, 6-2    |
| 1998       | Barbara Schett Patty Schnyder          | Martina Hingis Jana Novotná                | 7-6, 3-6, 6-3    |
| 1999       | Larisa Neiland Arantxa Sánchez Vicario | Amanda Coetzer Jana Novotná                | 6-2, 6-1         |
| 2000       | Anna Kournikova Natasha Zvereva        | Nicole Arendt Manon Bollegraf              | 6-7, 6-2, 6-4    |
| 2001       | Cara Black Elena Likhovtseva           | Květa Peschke Barbara Rittner              | 6-2, 4-6, 6-2    |
| 2002       | Martina Hingis Barbara Schett          | Daniela Hantuchová Arantxa Sánchez Vicario | 6-1, 6-1         |
| 2003– 2020 | No celebrado                           | No celebrado                               | No celebrado     |
| 2021       | Jasmine Paolini Jil Teichmann          | Astra Sharma Rosalie van der Hoek          | 6-0, 6-4         |
| 2022       | Sophie Chang Angela Kulikov            | Miyu Kato Aldila Sutjiadi                  | 6-3, 4-6, [10-6] |
| 2023       | Anna Danilina Alexandra Panova         | Miriam Kolodziejová Angela Kulikov         | 6-4, 6-2         |
| 2024       | Anna Bondár Kimberley Zimmermann       | Arantxa Rus Nina Stojanović                | 5-7, 6-3, [11-9] |

## Ganadores múltiples en individuales

### Masculino
| Jugador         | Títulos | Subtítulos | Años campeonatos       | Años subcampeonatos |
| --------------- | ------- | ---------- | ---------------------- | ------------------- |
| Roger Federer   | 4       | 1          | 2002, 2004, 2005, 2007 | 2008                |
| Eddie Dibbs     | 3       | -          | 1973, 1974, 1976       |                     |
| Andrei Medvedev | 3       | -          | 1994, 1995, 1997       |                     |
| Rafael Nadal    | 2       | 1          | 2008, 2015             | 2007                |

### Femenino
| Jugadora                | Títulos | Subtítulos | Años campeonatos                   | Años subcampeonatos |  |
| ----------------------- | ------- | ---------- | ---------------------------------- | ------------------- |  |
| Steffi Graf             | 6       | 2          | 1987, 1988, 1989, 1990, 1991, 1992 | 1993, 1994          |  |
| Arantxa Sánchez Vicario | 3       | 3          | 1993, 1994, 1996                   | 1990, 1992, 2000    |  |
| Martina Hingis          | 2       | 1          | 1998, 2000                         | 1995                |  |
| Venus Williams          | 2       | 1          | 1999, 2001                         | 2002                |  |